# Тодор Божиков
Тодор Божиков е български фотограф от началото на XX век, първи фотограф в Горна Джумая.

## Биография
Роден е в 1890 или в 1896 година в будното драмско българско село Скрижово. Завършва IV отделение и се занимава със земеделие. При избухването на Балканската война в 1912 година е доброволец в Македоно-одринското опълчение и служи в IV рота на XIII кукушка дружина. След като родният му край попада в Гърция след Междусъюзническата война в 1913 година, Божиков емигрира в Свободна България и се установява в Горна Джумая. Там той отваря първото фотографско ателие – разположено до магазина на Ичко Стаменитов, днес Ларго Мол. Божиков често обикаля града за външни снимки и снима събори, градски събития, неделни излети, отделни граждани.
След него фотографски ателиета в града отварят Панталей Делев и Стефан Миленков.